# Mesquitela (Celorico da Beira)
Mesquitela es una freguesia portuguesa del concelho de Celorico da Beira, con 16,59 km² de superficie y 308 habitantes (2001). Su densidad de población es de 18,6 hab/km².